# Michael Schirmer (Kirchenlieddichter)
Michael Schirmer (getauft am 18. Juli 1606 in Leipzig; † 4. Mai 1673 in Berlin) war ein Pädagoge und Kirchenlieddichter der Barockzeit.

## Leben
Obwohl Sohn eines kleinen Leipziger städtischen Beamten und in relativ bescheidenen Verhältnissen aufgewachsen, genoss Michael Schirmer dennoch eine gute Gymnasialerziehung. Seiner Taufe (das Geburtsdatum ist unbekannt) erfolgte in der Leipziger Thomaskirche. Er besuchte die Thomasschule zu Leipzig. Nach normalem damaligen Leipziger Brauch wurde er 1619 schon als Kind vorzeitig an der Leipziger Universität immatrikuliert, was irrtümlich besonderer Begabung zugeschrieben worden ist.
Erst viel später, nach dem Gymnasialabschluss, bezog er tatsächlich die Universität, um hier 1630 die Magisterwürde zu erlangen, die ihn zum Lehrberuf befähigte. Seine erste Anstellung ist nicht nachweisbar, doch schon 1636 wurde er als Subrektor an das berühmte Berliner Gymnasium zum Grauen Kloster berufen. Er verblieb von nun ab ständig am Grauen Kloster, ab 1651 als Konrektor (mit Gotthilf Treuer als Subrektor), bis zu seiner Emeritierung im Jahre 1668.
Erst in den poetischen Nebenstunden außerhalb seiner professionellen Karriere aber war es, wo sich sein eigentliches Talent entfaltete. Als Kirchenlieddichter verbreitete sich sein Ruhm rapide, und andere Poeten wie Paul Gerhardt, Nicolaus Peucker und Johann Rist zählten zu seinen Freunden. Seine Kirchenlieder wie „Nun jauchzet, all ihr Frommen“ und „O heilger Geist kehr bei uns ein“ waren bald in aller Munde.
Ein vielseitiger Dichter, kaiserlich gekrönter Poet, in Berlin auch besonders mit Paul Gerhardt verbunden. Wiederholt an schwerer Depressionserkrankung leidend, wurde Schirmer deswegen auch „der deutsche Hiob“ genannt.

## Werke (Auswahl)
- Biblische Lieder und Lehrsprüche. Berlin 1650
- Das Buch Jesu Sirach in allerhand Reim-Arten. Berlin 1655
- (Übs.) Publius Vergilius Maro: Eigentlicher Abriss eines verständigen, tapfferen und frommen Fürsten. Cölln/Spree 1668 (Digitalisat und Volltext im Deutschen Textarchiv)
- Constantinopel … ist vom Türcken Machometh … geplündert. Berlin 1669

## Gedenktag
4. Mai im Evangelischen Namenkalender.

## Werk- und Literaturverzeichnis
- Gerhard Dünnhaupt: Michael Schirmer (1606–1673). In: Personalbibliographien zu den Drucken des Barock. Band 5. Hiersemann, Stuttgart 1991, ISBN 3-7772-9133-1, S. 3639–60.